# Gisèle Printz
Pour les articles homonymes, voir Printz.
Gisèle Printz est une personnalité politique française, membre du Parti socialiste, née le 27 juin 1933. 

## Biographie
Retraitée, elle devient sénatrice de Moselle le 10 septembre 1996, après le décès de Charles Metzinger, puis est réélue le 23 septembre 2001 et le 25 septembre 2011. Elle démissionne le 31 août 2014. Elle est secrétaire du Sénat de 2001 à 2004.
Elle est également adjointe au maire de Serémange-Erzange en 1989, conseillère municipale de 1983 à 2014.
Elle est élue au conseil général de la Moselle de 1994 à 2001.